# Detroit Pistons 1969-1970
La stagione 1969-70 dei Detroit Pistons fu la 21ª nella NBA per la franchigia.
I Detroit Pistons arrivarono settimi nella Eastern Division con un record di 31-51, non qualificandosi per i play-off.

## Roster
| N°    | Naz.                   | Ruolo | Sportivo         | Anno | Alt. | Peso |
| ----- | ---------------------- | ----- | ---------------- | ---- | ---- | ---- |
| 5     | Stati Uniti (bandiera) | A     | Happy Hairston   | 1942 | 201  | 102  |
| 8     | Stati Uniti (bandiera) | C     | Walt Bellamy     | 1939 | 211  | 102  |
| 10    | Stati Uniti (bandiera) | G     | George Reynolds  | 1947 | 193  | 88   |
| 14    | Stati Uniti (bandiera) | GA    | Eddie Miles      | 1940 | 193  | 88   |
| 14    | Stati Uniti (bandiera) | GA    | Bob Quick        | 1946 | 196  | 98   |
| 18    | Stati Uniti (bandiera) | AC    | McCoy McLemore   | 1942 | 201  | 104  |
| 20    | Stati Uniti (bandiera) | AC    | Otto Moore       | 1946 | 211  | 93   |
| 21    | Stati Uniti (bandiera) | G     | Dave Bing        | 1943 | 191  | 82   |
| 23    | Stati Uniti (bandiera) | A     | Steve Mix        | 1947 | 201  | 98   |
| 23    | Stati Uniti (bandiera) | AC    | Tom Workman      | 1944 | 201  | 99   |
| 24    | Stati Uniti (bandiera) | G     | Jimmy Walker     | 1944 | 191  | 88   |
| 26-36 | Stati Uniti (bandiera) | G     | Paul Long        | 1944 | 188  | 82   |
| 30    | Stati Uniti (bandiera) | G     | Howard Komives   | 1941 | 185  | 84   |
| 31    | Stati Uniti (bandiera) | A     | Bill Hewitt      | 1944 | 201  | 95   |
| 43    | Stati Uniti (bandiera) | GA    | Terry Dischinger | 1940 | 201  | 86   |
| 51    | Stati Uniti (bandiera) | AC    | Erwin Mueller    | 1944 | 203  | 104  |

## Staff tecnico
- Allenatore: Butch van Breda Kolff